# Abd ul-Latif (Timourides)
Abd ul-Latif, né en 1420 à Samarcande et mort le 9 mai 1450 à Samarcande, fils aîné d'Ulugh  Beg, le prince-astronome de Samarcande, et petit-fils de Shah Rukh, grand émir timouride de 1449 à 1450, est un astronome, homme politique et souverain des Timourides.
Entré en conflit avec son père après l'accession de celui-ci au trône des Timourides en 1447, il le fit assassiner en 1449, mais fut lui-même tué en 1450 par un serviteur d'Ulugh  Beg qui avait juré de venger son maître. Son cousin Abd Allah lui succéda.